# IC 2603
IC 2603 је појединачна звијезда у сазвјежђу Мали лав која се налази на листи објеката дубоког неба у Индекс каталогу.
Деклинација објекта је + 32° 55' 36" а ректасцензија 10h 48m 25,0s.